# Coqueta (película de 1949)
Coqueta es una película musical mexicana de 1949 escrita y dirigida por Fernando A. Rivero y protagonizada por Ninón Sevilla, Agustín Lara y Víctor Junco. Esta cinta está basada en el bolero homónimo de Agustín Lara.

## Argumento
Marta y Mario terminan de estudiar en un orfanatorio y se van a Veracruz. Él se casa con una joven de sociedad, y Marta se va a un cabaret invitada por Luciano «el Caimán». Marta, ya embriagada, sustituye a la bailarina Belén, con quien tiene una discusión. Belén trata de envenenarla y Marta enferma. Después, Marta se enamora del marinero Rodolfo, hijo de don Rubén. un ciego que no acepta la relación. Ellos tratan de huir pero el ciego se interpone.

## Reparto
- Ninón Sevilla como Marta del Valle
- Agustín Lara como son Rubén
- Víctor Junco como Luciano «el Caimán»
- Armando Silvestre como Rodolfo
- César del Campo como Mario Rodel
- Tana Lynn como Belén
- Esmeralda como cantante
- Mercedes Soler como maestra
- Kiko Mendive como bailarín
- Jorge Mondragón como doctor
- Enriqueta Reza como tendera
- Lupita Torrentera como bailarina (no acreditada)